# Uppalavannā
 (décembre 2015).
Si vous disposez d'ouvrages ou d'articles de référence ou si vous connaissez des sites web de qualité traitant du thème abordé ici, merci de compléter l'article en donnant les références utiles à sa vérifiabilité et en les liant à la section « Notes et références ».
Uppalavannā (ch : Liánhūasè bǐqīuní 蓮花色比丘尼 ; ja : Rengeshiki bikuni 蓮華色比丘尼) est une disciple du Bouddha, proclamée par lui deuxième dans la hiérarchie des moniales de la Communauté et première pour les pouvoirs surnaturels d’iddhi. Des poèmes du Therigatha lui sont attribués.

## Biographie
Elle serait née à Savatthi, capitale de l’État de Kosala dont dépendaient les Shakyas, dans la famille d’un financier. Elle doit son nom, « couleur du lotus », à la couleur sombre à reflet bleuté de sa peau, qui est celle du cœur de cette fleur. Il existe deux versions différentes de son existence avant l’entrée dans les ordres :
Selon le verset 69 du Dhammapada, elle était si belle que de nombreux prétendants se disputaient sa main. Pour ne fâcher personne, et sachant qu’elle avait du goût pour l’ascèse, son père lui proposa de devenir moniale, ce qu’elle accepta avec joie.
Une autre vie beaucoup plus romanesque lui est parfois attribuée. Elle est alors identifiée à l’héroïne d’un récit oscillant entre le feuilleton populaire et la tragédie grecque, contenu dans la biographie du moine Gantatiriya. Cette femme, née dans une famille riche et mariée à un jeune marchand, serait tombée enceinte la veille du départ de son mari pour un long périple d’affaires. Quand sa grossesse devint évidente, sa belle-mère se mit à la harasser sans cesse en prétendant que l’enfant n’était pas de son fils. La jeune femme décida de partir à la recherche de son mari sans plus attendre, mais finit après quelques mois d’errance par accoucher dans un bois dans une hutte de fortune. Alors qu’elle s’était rendue à la rivière proche pour se baigner, laissant le nourrison dans l’abri, un chasseur passa et s’en empara. Elle abandonna alors l’idée de retrouver son mari et reprit sa vie d’errance. Elle ne tarda pas à rencontrer un voleur qui lui proposa le mariage. Malgré le peu d’attraits de ce parti, à bout d’expédients elle accepta. Elle mit au monde une fille, mais le ménage marchait mal et, lors d’une violente dispute, perdant la tête, elle jeta sa fille à terre ; le crâne de l’enfant se mit à saigner. Persuadée de l’avoir tuée, elle s’enfuit et renoua avec l’errance durant plusieurs années, survivant grâce à de menus travaux. Un jour qu’elle ramassait du bois, un homme beaucoup plus jeune qu’elle, nommé Datta, la remarqua (elle était encore belle) et lui proposa le mariage. Tout marcha bien pendant un an, jusqu’au jour où le mari ramena une jeunesse comme seconde épouse. Uppalavanna se résigna à faire bon accueil à sa rivale, allant même un jour jusqu’à lui peigner les cheveux. C’est alors qu’elle remarqua une cicatrice sur son cuir chevelu. Lorsque la jeune femme lui raconta dans quelles circonstances elle l’avait obtenue, elle réalisa avec horreur que c’était sa propre fille. Pour couronner le tout, le mari s’avéra être son fils disparu. Sous le choc, le trio prit de concert l’habit monastique, le mari sous le nom de Gangatiriya.

## Moniale
Elle atteignit l’éveil en observant la flamme d’une bougie (le feu est l’un des objets de la méditation kasina) dans la salle d’uposatha. S’étant préparée pendant de nombreuses existences et ayant fait devant le bouddha Padumuttara le vœu de devenir la seconde nonne en titre d’un bouddha douée des pouvoirs d’iddhi, elle parvint immédiatement à la compréhension des quatre connaissances analytiques (patisambhidā) et obtint les pouvoirs surnaturels (iddhivikubbana). Bien que le Bouddha en ait généralement découragé l’usage, ils étaient reconnus comme signe de développement spirituel. Uppalavanna était la première des nonnes dans ce domaine et Moggallana le premier des moines.
Comme beaucoup de moines et moniales, elle affronta avec succès Māra venu perturber ses méditations. 
Un jour qu’elle séjournait à Andhavana, un bois au sud de Savatthi où les moines et nonnes bouddhistes avaient l’habitude de se rendre pour des retraites solitaires, elle fut violée par un ancien soupirant, un brahmane nommé Ananda (qui aurait immédiatement après été dévoré par le feu et fini dans le plus bas des enfers, Avici). En conséquence, il fut désormais interdit aux nonnes de se rendre à Andhavana, et le Bouddha obtint du roi Pasenadi qu’il fasse construire pour elles des monastères dans les villes ou à leur proximité immédiate.
Cet incident fut également à l’origine d’une première discussion sur la possibilité de la persistance du désir sexuel chez les arhats, sujet qui sera repris lors de conciles ; Gautama assura qu’il était impossible à un arhat d’être la proie d’un tel sentiment. 
C’est Uppalavanna qui ordonna Anojā, femme du roi de Kukkutavati Mahakappina, et ses suivantes.
Elle apparait souvent sous différents aspects dans les jatakas, la plus célèbre de ses formes antérieures étant Padumavati, femme du roi de Bénarès. Plusieurs fois, elle y est le frère de Rahula.